# Théâtre Gustave-Doré
Le théâtre Gustave-Doré est une ancienne salle de spectacles situé no 3, rue Charles-Gerhardt dans le  17e arrondissement de Paris.
Il tenait son nom du graveur et illustrateur Gustave Doré (1832-1883) et de la rue dans laquelle l'impasse débouche.

## Historique
La salle est fondée par une troupe d'acteurs amateurs essentiellement étudiants, les Joyeux Comédiens.

## Programmation
- 1944 : À cheval sur la mer / L’Ombre de la ravine de John Millington Synge, traduction de Maurice Bourgeois, et La Première Famille de Jules Supervielle[3], mise en scène André Brut, avec Loleh Bellon, Roland Bailly, Guy Piérauld, Jean Poiret, Remo Forlani[4]